# Mesmer (Alp)

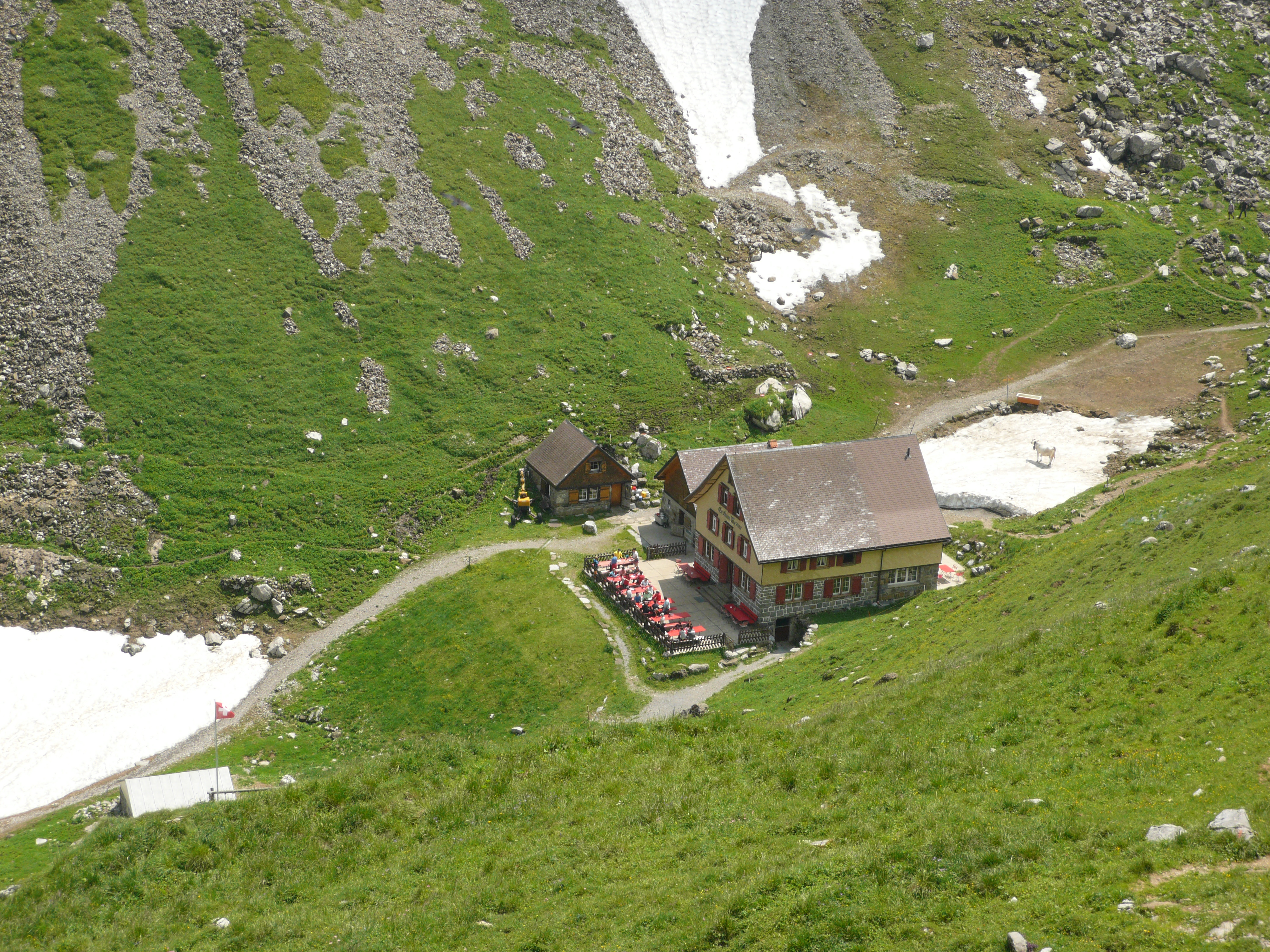
Das Gasthaus Mesmer

Der Mesmer ist eine Alp im Schweizer Kanton Appenzell Innerrhoden.
Die Alp wird nur im Sommerhalbjahr bewirtschaftet und teilt sich auf in Unteren Mesmer (1534 m ü. M.) und Oberen Mesmer (1884 m ü. M.). Abgesehen von der Landwirtschaft bietet auf dem Unteren Mesmer das Berggasthaus Mesmer (1613 m ü. M.) Übernachtungsmöglichkeit für Bergwanderer an. Der Mesmer ist eine beliebte Zwischenstation beim Aufstieg auf den Säntis.
In älterer Zeit wurde der Begriff Hoher Mesmer mit Bezug auf den Säntis gebraucht. Die ersten Belege um 1500, die auch den Säntis meinen, schreiben jn mesner, vf den hohen mesner.

## Nachweise
1. ↑  Unterer Mesmer bei «ortsnamen.ch».
2. ↑  Oberer Mesmer bei «ortsnamen.ch».
3. ↑  Berggasthaus Mesmer bei «geo admin.ch».
4. ↑  S. Sonderegger: Die Orts- und Flurnamen des Landes Appenzell, Bd. I: 43 und 433, Frauenfeld 1958

Koordinaten: 47° 15′ 34″ N, 9° 22′ 23,4″ O; CH1903: 746409 / 236086